# Manfred Wennemer
Manfred Wennemer (* 19. September 1947 in Ottmarsbocholt im Münsterland) ist ein deutscher Manager. Wennemer war bis einschließlich 31. August 2008 Vorstandsvorsitzender des Automobilzulieferers Continental AG.

## Werdegang
Wennemer studierte an der Westfälischen Wilhelms-Universität in Münster Mathematik und stieg 1974 ins Berufsleben zunächst als Projektleiter bei Procter & Gamble ein.
Nach einem MBA am INSEAD in Frankreich arbeitete er ab 1978 bei der Unternehmensberatung Arthur D. Little als Projektmanager. Von 1980 an war er in verschiedenen Funktionen für die Unternehmensgruppe Freudenberg tätig, bevor er 1994 zum Continental-Konzern wechselte (über Benecke-Kaliko, das von der Continental AG aufgekauft und in deren Sparte Division ContiTech integriert wurde). Nachdem der geplante Verkauf der Tochterfirma ContiTech gestoppt wurde, wurde er am 11. September 2001 zum Vorstandsvorsitzenden des Konzerns ernannt.
In seiner Amtszeit als Vorstandsvorsitzender des Continental-Konzerns hat er die Produktion konsequent an Kostengesichtspunkten orientiert und dabei neben Kostensenkungen in der Verwaltung auch die Verlagerung der Produktion in Niedriglohnstandorte vorangetrieben. Dem steilen Anstieg des Continental-Aktienkurses seit Anfang 2003 stand die von heftiger Kritik begleitete vorzeitige Aufkündigung einer mit Gewerkschaft und Betriebsrat geschlossenen Vereinbarung über den Erhalt von Arbeitsplätzen gegen unbezahlte Mehrarbeit Ende 2005 im Stammwerk Hannover gegenüber. Das Reifenwerk Hannover galt 2005 als die modernste Produktionsstätte und arbeitete mit Gewinn.
In vielen Standorten der Continental AG wurde danach in Deutschland die 42- bzw. 43-Stunden-Woche ohne Lohnausgleich eingeführt. Wennemer begründete diese radikalen Maßnahmen mit dem immer stärker und härter werdenden globalen Wettbewerb.
Gleichzeitig wurde ein EBIT von 10 bis 12 % gefordert, und es wurden Teile des Unternehmens an Interessenten verkauft. Weitere Maßnahmen zur Profitsteigerung sind die Kürzung der Leistungszulagen ab 2009 von 11,75 auf durchschnittlich 10 % sowie die Einschränkung von bezahlten Überstunden.
Nach einem – bedingt durch die Übernahme der VDO Automotive von Siemens – starken Verfall des Continental-Aktienkurses 2008 hatte sich unbemerkt die deutsche Schaeffler-Gruppe einen größeren Teil der Aktien gesichert und strebte mit Hilfe eines Bankenkonsortiums eine Übernahme an, die durch ein entsprechendes Angebot an die Aktionäre im August 2008 manifestiert wurde. Eine Investorenvereinbarung zur Übernahme der Führung durch die Schaeffler Gruppe wurde am 20. August 2008 bekannt gegeben. Der Übernahmeversuch wurde von Wennemer scharf kritisiert, er geriet damit in Widerspruch zum Vorsitzenden des Aufsichtsrats des Continental-Konzerns, Hubertus von Grünberg. Am 31. August 2008 wurde Manfred Wennemer auf eigenen Wunsch von seinem Amt als Vorsitzender des Vorstandes der Continental AG entbunden.
Im Juni 2009 berief die Bundesregierung Wennemer in den Beirat der im November 2009 aufgelösten Opel-Treuhandgesellschaft.
Wennemer wurde am 27. März 2013 als Nachfolge von Jürgen Dormann zum Verwaltungsratspräsidenten des Schweizer Industriekonzern Sulzer AG gewählt, per Ende 2013 trat er überraschend zurück.

## Positionen
- 1994–1998: Vorstandsvorsitzender Benecke-Kaliko
- 2001–2008: Vorstandsvorsitzender Continental
- 2009–2016: Aufsichtsrat Knorr-Bremse
- 2009–2011: Aufsichtsratsvorsitzender Kion
- 2011[5] – 2012: Aufsichtsratsvorsitzender Hochtief
- 2013: Verwaltungsratspräsident von Sulzer
- 2014[6] – 2022: Aufsichtsratsvorsitzender der Jost-Werke

## Zitat
„Wir müssen schleunigst weg von diesem Unsinn und uns darüber klar werden, dass 35 bis 37 Stunden pro Woche nicht die normale Arbeitszeit sind, sondern 43 bis 45 Stunden“